# Seth Muenfuh Sincere
Seth Muenfuh Sincere (28 de abril de 1988) é um futebolista profissional nigeriano que atua como defensor, atualmente defende.

## Carreira
Seth Muenfuh Sincere fez parte do elenco da Seleção Nigeriana de Futebol nas Olimpíadas de 2016, conquistando a Medalha de Bronze.